# تابیده‌بال
تابیده‌بال (نام علمی: Cnipodectes) نام یک سرده از خانواده ژیان‌مرغان است.